# SCR-784
Le SCR-784 était un radar directeur de tir utilisé par l’United States Army et conçu comme une version amphibie du SCR-584. Il était monté sur une remorque de projecteur appelée K-84.

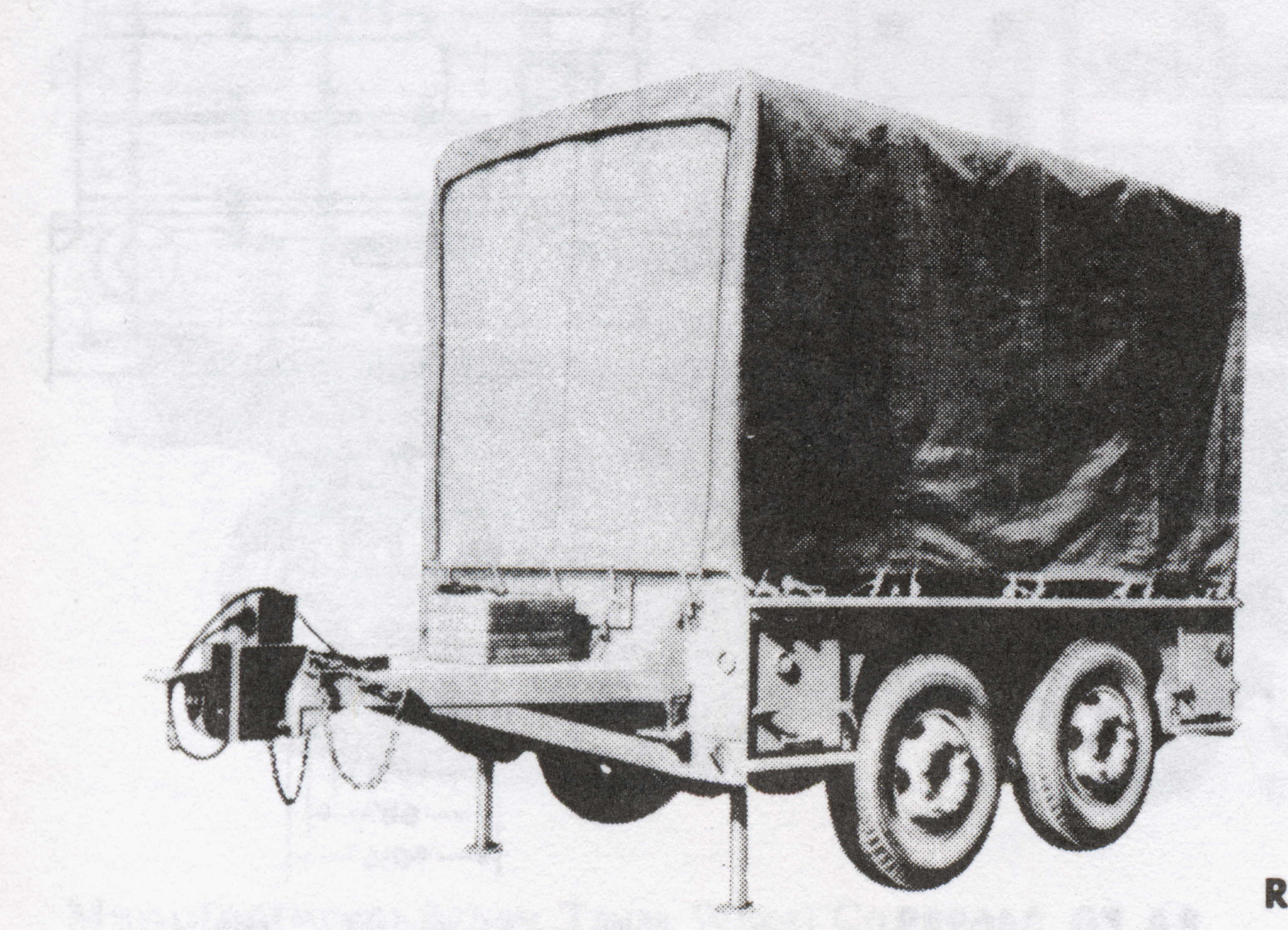
Remorque K84 pour radar, 1947.

## Caractéristiques
- Fréquence : 2 800 MHz.
- Durée de l'impulsion : 0,8 microsecondes.
- Fréquence de répétition des impulsions : 1 707 par seconde.
- Couverture verticale : de 275 à 9 000 m.
- Type d’affichage radar : écran PPI (Plan Position Indicator) de 7 pouces (env. 18 cm) et écran cathodique de 3 pouces (env. 7,5 cm) pour la mesure de la distance.

## Remorque K-84
- Fabriqué par Fruehauf Trailer Corporation (en)
- Poids brut : 5 972 kg.
- Freins électriques et frein à main.
- Longueur hors tout : 5,60 m.
- Largeur hors tout : 2,50 m.

## Exemplaires encore existants
Il ne reste aujourd'hui aucun exemplaire connu de ce dispositif.